# 카밀 헨더슨
카밀 헨더슨(Camille Henderson, 1970년 6월 16일 ~ )은 캐나다의 가수이다.

## 영화
- 니드 포 스피드 (2014년)
- 더 풋 슈팅 파티 (1994년)
- 12살의 작은 추억 (1985년)